# Заставне (Шептицький район)
Заставне́ — село в Україні, у Белзькій міській громаді Шептицького району Львівської області.
На території села розташована залізнична станція Угнів, назва якої збігає до часів приналежності даної території до Австро-Угорщини. Знаходиться поблизу (близько 1 км) державного кордону та колишньої прикордонної застави (нині прикордонний пост «Угнів»).

## Походження назви
Назва села Заставне походить від первинної назви Застав'є (польська назва — Zastawie), що означає — за ставами.

## Історія
1 липня 1934 року ліквідовано самоврядну громаду Заставне, а її територію включено до складу міста Угнів.
На 1 січня 1939 року в селі мешкало 610 осіб, з них було: 280 українців-греко-католиків, 200 українців-латинників, 100 поляків і 30 євреїв.
До адміністративно-територіальної реформи село підпорядковувалося Угнівській міській раді Сокальського району.

## Населення

### Мова
Розподіл населення за рідною мовою за даними перепису 2001 року:
| Мова       | Кількість | Відсоток |
| ---------- | --------- | -------- |
| українська | 95        | 100%     |